# نقض داده

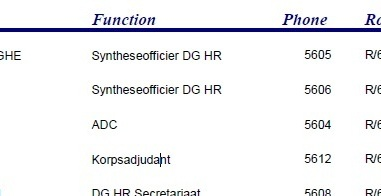
‏گزیده ای از دفترچه تلفن فاش شده وزارت دفاع بلژیک‏

نقض داده‌ها انتشار عمدی یا غیرعمدی اطلاعات ایمن یا خصوصی / محرمانه در یک محیط غیرقابل اعتماد است. اصطلاحات دیگر این پدیده شامل افشای اطلاعات غیرعمدی، نشت داده‌ها، نشت اطلاعات و همچنین ریختن داده‌ها است. این حوادث از حملات هماهنگ نفوذ گرهای کلاه سیاه یا مخرب یا افرادی که به نوعی منافع شخصی خود را هک می‌کنند، مرتبط با جرایم سازمان یافته، فعال سیاسی یا دولت‌های ملی گرفته تا دفع بی احتیاط تجهیزات رایانه ای استفاده شده یا رسانه‌های ذخیره کننده اطلاعات و منبع غیرقابل کنترل شوند.
تعریف: «نقض داده‌ها نقض امنیتی است که در آن اطلاعات حساس، محافظت شده یا محرمانه توسط شخصی غیر مجاز برای انجام این کار کپی ، انتقال، مشاهده، سرقت یا استفاده می‌شود.» نقض اطلاعات ممکن است شامل اطلاعات مالی مانند کارت اعتباری یا جزئیات بانکی، اطلاعات بهداشت شخصی (PHI)، اطلاعات قابل شناسایی شخصی (PII)، اسرار تجاری شرکت‌ها یا مالکیت معنوی باشد. بیشتر موارد نقض داده‌ها شامل داده‌های غیر ساختاری بیش از حد در معرض دید و آسیب‌پذیر هستند - پرونده‌ها، اسناد و اطلاعات حساس.
نقض داده‌ها برای سازمانها با هزینه‌های مستقیم (اصلاح، تحقیق و غیره) و هزینه‌های غیرمستقیم (خسارات معتبر، تأمین امنیت سایبری برای قربانیان داده‌های به خطر افتاده و غیره) برای سازمانها بسیار پرهزینه است)
براساس اطلاعات منتشر شده از سازمان غیرانتفاعی مصرف‌کننده Privacy Rights Clearinghouse، در مجموع ۲۲۷٬۰۵۲٬۱۹۹ رکورد فردی حاوی اطلاعات شخصی حساس در نقض امنیت در ایالات متحده از ژانویه ۲۰۰۵ تا مه ۲۰۰۸ دخیل بوده‌است، به استثنای حوادثی که داده‌های حساس ظاهراً در واقع افشا نشده‌اند.
بسیاری از حوزه‌های قضایی قوانین اعلان نقض داده‌ها را تصویب کرده‌اند، که به این ترتیب شرکتی که مورد نقض داده قرار گرفته‌است برای اطلاع‌رسانی به مشتریان و اقدامات دیگر برای جبران آسیب‌های احتمالی لازم است.

## تعریف
نقض اطلاعات ممکن است شامل مواردی مانند سرقت یا از بین رفتن رسانه‌های دیجیتال مانند نوارهای رایانه ای، درایوهای سخت یا رایانه‌های لپ تاپ حاوی چنین رسانه‌هایی باشد که چنین اطلاعاتی بدون رمزگذاری بر روی آنها ذخیره می‌شود، ارسال چنین اطلاعاتی در شبکه جهانی وب یا رایانه در غیر این صورت در دسترس از اینترنت بدون مناسب امنیت اطلاعات اقدامات احتیاطی، انتقال چنین اطلاعاتی را به یک سیستم است که به‌طور کامل باز نمی‌شود اما به‌طور مناسب یا به‌طور رسمی نمی معتبر برای امنیت در سطح مورد تأیید، مانند تکه‌تکه کردن ایمیل، یا انتقال از چنین اطلاعاتی به اطلاعات سیستم‌های یک آژانس احتمالاً خصمانه، مانند یک شرکت رقابتی یا یک کشور خارجی، که ممکن است در معرض تکنیک‌های رمزگشایی فشرده تری قرار گیرد.
ISO / IEC 27040 نقض داده را چنین تعریف می‌کند: به خطر انداختن امنیتی که منجر به تخریب تصادفی یا غیرقانونی، از بین رفتن، تغییر، افشای غیرمجاز یا دسترسی به داده‌های محافظت شده منتقل شده، ذخیره شده یا پردازش شده می‌شود.